# 大坌坑文化
大坌坑文化（だいふんこうぶんか）とは、新石器時代初期の紀元前4000年から紀元前3000年までの間に台湾の北部に現れた文化であり、台湾の沿岸部やその西の澎湖諸島にまで速やかに広がった。ほとんどの考古学者は、大坌坑文化は初期のオーストロネシア語族の言語を話していた台湾原住民の祖先たちによって台湾海峡を越えてもたらされたと信じている。

## 特徴
大坌坑文化の標式遺跡は1958年に台湾北西部にある現在の新北市八里区で発見された。1980年より前に発見された大坌坑文化の他の遺跡としては、いずれも台湾南西部にある、高雄市林園区の鳳鼻頭文化殘跡の最古層、台南市帰仁区のバジアクン遺跡が挙げられる。それ以来、大坌坑文化の遺跡が発見された場所は台湾の沿岸地域すべてに及び、台湾海峡の澎湖諸島においても遺跡が発見されている。
大坌坑文化の陶器は厚みがある上にザラザラしており、色は明るい茶色または暗い茶色である。主な種類は大きな球形の瓶やボウルである。瓶の外側は紐の形をした彫刻で覆われているが、外側に広がった縁にはそれはなく、その代わりに直線的なデザインの彫刻で装飾が行われている。大坌坑文化の遺跡からは石でできた道具も多くの種類が出土している。その中には、例えば直径20センチメートルにもなる突っつかれた痕跡のある石があるが、これは恐らく漁において網を下ろすために利用されたと考えられている。この他にも、2か所の遺跡で樹皮を叩くための道具が見つかっている。手斧（ちょうな）は非常によく磨かれており、交差する部分は直角になっている。大坌坑文化の後期になると玄武岩でできた、肩に載せて使うタイプの手斧も使われるようになったが、これは澎湖諸島の工場から来たものであると信じられている。さらに、薄く平らで三角形の形状をしている緑色の粘板岩も発見されている。粘板岩のそれぞれに1つずつ、中心まで掘られた穴がある。石以外で作られたものとしては、カキ（牡蠣）の貝殻で作られた刈り取り用のナイフ、骨やシカの枝角から作られた道具や装飾品なども発見されている。
遺跡の住民たちは園芸や狩猟に従事していたが、海洋生物の殻や魚類もかなり頼りにしていた。大坌坑文化の後期になると、住民たちはアワやイネをも栽培するようになった。紀元前2500年ごろになると、大坌坑文化は台湾全土でそれぞれの土地によって異なる文化に発展的解消を遂げた。その後の文化との連続性から、ほとんどの考古学者は大坌坑文化を担った人々は今日の台湾原住民の祖先であり、オーストロネシア語族に属する言語を話していたと考えている。

## 先行する台湾の遺跡の候補
台湾に初めて移住した人々は旧石器時代の人々で、後期更新世の最終氷期の間に島に到達した。この時代には海水面が低かったために台湾海峡は地続きの陸橋となっていた。旧石器時代のチャンビン文化は大坌坑文化の最初期の遺跡と時代が重なるが、考古学者は未だにチャンビン文化が大坌坑文化へと進化したという証拠を見つけることができていない。そのため、考古学者は大坌坑文化が他のどこかから伝来したに違いないと考えている。その最も有力な候補は台湾海峡の反対側、現在の中華人民共和国福建省の沿岸部であり、その幅は最も狭い場所で約130キロメートルしかない。しかし、福建省の沿岸地域における考古学的なデータは非常に限られたものしかない。
それでも、新石器時代初期の3か所の主要な遺跡が発見されている。まず、平潭島のケキウトウ遺跡はその後の活動によって部分的に破壊されたが、その後福建省の考古学者によって発掘された。ケキウトウ遺跡からは加工された小石、磨かれた手斧など、大坌坑文化から出土した品物に似た品物が多く発見されている。しかし、陶器の加工はより多様である。次に、金門県の復国墩遺跡は地質学者によって発見されたものであり、その場しのぎのために発掘された。陶器のいくつかは紐の形をしたマークで装飾されているが、印を押された貝殻の方がより一般的である。最後に、同じく金門県の金亀山遺跡からも復国墩遺跡のものとよく似た陶器が出土しているが、紐の形をしたマークはない。張光直は復国墩遺跡と大坌坑文化は同じ文化の地域的な変種であったと主張しているが、他の考古学者は陶器の形式の違いに着目してそれらは異なる文化であると見なしている。
これらの中国本土沿岸部の文化は先駆となる地元の文化なしに突然現れたように見え、その起源は定かではない。張光直とウォード・グッドイナフは、これの文化は長江下流域の河姆渡文化と馬家浜文化の影響を反映したものであると主張しているが、彼らにとってもこれが移住や交易の結果によるものであったかどうかに関しては定かではない。
ピーター・ベルウッドはオーストロネシア人の文化的な内容がこの地域に由来することに同意しているが、これを確認するための考古学的な証拠は未だに発見されていない。